# Джефри ван Орден
Джефри ван Орден е британски политик и бивш военен офицер (бригаден генерал, 1991). Понастоящем е евродепутат от Консервативната партия, представляващ Източна Англия.
Завършил е военно офицерско училище (1964), след което служи в Разузнавателния корпус на Британската армия до 1985 г. След това е инструктор в Генералщабния колеж в Хамбург (1985 – 1988) и началник-щаб на британския сектор в Берлин (1988 – 1990). Работи за кратко в Лондон, а после е в Международния военен щаб в централата на НАТО в Брюксел (1991 – 1994), с което завършва военната си кариера. Достига до звание бригаден генерал (1991).
От 1995 г. работи като старши служител в апарата на Еврокомисията по външна политика и сигурност. За първи път е избран за депутат в Европейския парламент през 1999 г., откогато е и докладчик за напредъка на България по пътя към членство в Европейския съюз. Нареждан е сред най-ревностните поддръжници на удължаването работата на 3-ти и 4-ти блок на АЕЦ „Козлодуй“.
Доктор хонорис кауза на Бургаския свободен университет (с протокол №2 от 19.04.2007 г.) и на УниБИТ (18 юни 2018 г.).